# 贺金声墓
贺金声墓，位于中国湖南省邵东市，是清末贺金声的墓葬，于1983年被列为湖南省文物保护单位。

## 历史沿革
清光绪二十八年（1902年），贺金声于今双峰县青树坪被杀，后人将其安葬于今邵东市峦兴村。
1983年，贺金声墓被列为湖南省文物保护单位。

## 建筑规制
贺金声墓位于峦山岭半坡上，呈圆形，直径7.9米，以石灰岩垒砌，外表涂以水泥砂浆。墓冢为半球形，高1米，底径2.5米；墓前有石碑，高0.85米，宽0.48米，中间阴刻“贺公金声墓”，右侧阴刻“清光绪癸卯春立”:483。墓旁有小冢，传为埋葬贺被杀时所着血衣。墓前约80米处有贺金声祠，祠内有塑像，祠旁有贺金声纪念馆。

## 墓主简介
贺金声（1853—1902），名尚义，字怀忠，号直方，邵东人，秀才出身，与哥老会过从甚密，曾任邵阳县东乡（今邵东）团总，后起兵反洋。光绪二十七年（1901）春，宝庆府遭遇大饥荒，贺回乡赈灾，多方筹措，救得数万人，时人称“贺青天”。适逢清廷签订辛丑条约，德国传教士康满在邵阳设立教堂，贺上书反对未果。清光绪二十八年（1902），贺在邵东佘田桥起兵，名号“大汉佑民灭洋军”，发《驱洋人劝各国教士文》，从者甚众。同年，贺于宝庆府城内被湖南巡抚俞廉三诱捕，于9月27日在青树坪被处决。